# Reisachburg
Die ehemalige Reisachburg ist eine abgegangene Höhenburg auf dem Gasselberg in der Gemeinde Krottendorf-Gaisfeld in der Weststeiermark. Sie war im Besitz der Reisacher, eines hochmittelalterlichen Geschlechts des niederen Adels. 

## Standort
Der genaue Standort der abgegangenen Burg ist nicht bekannt. Sie befand sich aber wahrscheinlich auf dem Gasselberg, nördlich der Ortschaft Gaisfeld in der heutigen Gemeinde Krottendorf-Gaisfeld.

## Geschichte
Die Reisachburg war der Stammsitz des niederen Adelsgeschlecht der Reisacher und bestand wahrscheinlich aus einem festen Haus ohne Bergfried. Zu welcher Herrschaft die Reisacher als Einschildritter mit der Reisachburg gehörten, ist unklar, wahrscheinlich aber war es die Herrschaft Krems, womit sie Dienstmannen der Herren vom Krems-Leonrod waren. Im Jahr werden mit Hermann und Konrad von Reisach die ersten zwei Burgherren urkundlich erwähnt. Im 13. Jahrhundert wurden die Reisacher als Dienstmannen der Grafen von Montfort genannt, welche damals im Besitz der Herrschaft Krems waren. Zur gleichen Zeit waren sie aber auch wahrscheinlich den Herren von Wildon unterstellt. Zu Beginn des 14. Jahrhunderts werden verschiedene Angehörige der Reisacher häufig in Gerichtsurkunden als Zeugen erwähnt. Für die Zeit zwischen 1305 und 1341 ist ein dominus Hermann von Reisach belegt, dessen gleichnamiger Sohn vermutlich auf der Reisachburg seinen Ansitz hatte.
Da die Reisacher von den eher bescheidenen Einkünften ihres kleinen Ansitzes nicht entsprechend leben konnten, traten sie auch in den Dienst von anderen Adelsfamilien. So diente etwa Ulrich Reisacher im Jahr 1359 als Burggraf der Herren von Wildon. Am 29. Juli 1363 erwarb Hermann von Reisach von Rudel dem Puch und dessen Frau Kathrei Güter in der Oststeiermark, um die Besitzungen der Familie zu erweitern. Zu Beginn des 15. Jahrhunderts erwarben die Reisacher Güter und Besitzungen im Mürztal und verließen fast vollständig die Gegend um Voitsberg und ihren Stammsitz. Wann der Wehrbau abgerissen wurde, ist nicht bekannt.
Im Jahr 1591 wird die Gegend um Reisach als bischöfliches Weinzehentgut des Stiftes Seckau erwähnt. 1527 werden mit Blasy, Michael und Hans im Reisach drei Bauern des Christof von Windisch-Graetz genannt, auf welche die Güter des früheren Reisacher Hofes wahrscheinlich aufgeteilt wurden. In den Jahren 1640 und 1693 wird noch eine Gült im Reisach erwähnt, wodurch sich der Name des ehemaligen Wehrbaues bis in das 17. Jahrhundert erhalten hat. Heute ist der Name verschollen.